# Konrad Reich
Konrad Reich (* 29. Juni 1928 in Magdeburg; † 13. Januar 2010 in Güstrow) war ein deutscher Buchhändler, Verleger und Buchautor. Er war Autor beziehungsweise Herausgeber einer Vielzahl von Büchern, vor allem zu maritimen Themen oder über die Geschichte Mecklenburgs. Dabei veröffentlichte er auch Arbeiten unter dem Pseudonym Stefan Pätsch. Er war langjähriger Leiter des Hinstorff Verlages in Rostock.

## Leben
Als Sohn eines Angestellten absolvierte er in Leipzig eine Lehranstalt für Buchhändler. Daneben war er Teilnehmer eine Abenduniversität, die von der SED geführt wurde. Anschließend betätigte er sich als Antiquar und Händler für Bücher und Musikalien. Er lebte seit 1953 in Rostock. An der Universität Rostock absolvierte er ein externes Studium der Germanistik. Er leitete Buchhandlungen im Volksbuchhandel, ein wissenschaftliches Antiquariat und später den Volksbuchhandel im Bezirk Rostock.
Im Jahre 1959 übernahm er als jüngster Verleger der DDR die Leitung des Hinstorff-Verlages in Rostock. Im selben Jahr wurde Kurt Batt Cheflektor des Verlags. 1967 erschien bei Hinstorff eine 9-bändige Ausgabe der gesammelten Werke und Briefe des niederdeutschen Schriftstellers Fritz Reuter. Inzwischen mehrfach nachgedruckt stellt sie bis heute die maßgebliche Textedition von Reuters Werken dar. Neben den klassischen Themen des Verlages, wie mecklenburgische Heimatliteratur, wurde unter Reichs Leitung das Verlagsprogramm um Schwerpunkte wie nordeuropäische Literatur und deutsche Gegenwartsliteratur erweitert und der Verlag dadurch überregional bekannt. Es konnten Autoren wie Ulrich Plenzdorf, Rolf Schneider, Jurek Becker oder Franz Fühmann für den Verlag gewonnen werden.
Neben der Verlagstätigkeit arbeitete Reich auch als Herausgeber und Autor. Bereits in den 1960er Jahren erschienen von ihm mehrere heimatkundliche Bücher. Zu seinen erfolgreichsten Büchern gehört eine 1967 erstmals erschienene Biographie über den Schriftsteller Ehm Welk. Eine neue Biographie von Reich über Welk erschien 2008. Reich arbeitete auch als Drehbuchautor, unter anderem für den Film Kabelkran und Blauer Peter nach dem Buch von Franz Fühmann und Die Gerechten von Kummerow nach dem Buch von Ehm Welk.
Als er wegen öffentlicher Proteste von Autoren des Verlages gegen die Ausbürgerung von Wolf Biermann von dem SED-Funktionär und Vorsitzenden des FDGB Harry Tisch angegriffen wurde, gab er im Jahre 1977 die Leitung des Verlages auf. Reich arbeitete seitdem vor allem als Autor. Unter anderem erschien von ihm Das große plattdeutsche Bilderbuch, das auch in der damaligen Bundesrepublik veröffentlicht wurde.
Nach der Wende in der DDR gründete Reich 1990 einen eigenen Verlag, den Konrad-Reich-Verlag. Schwerpunkt waren vor allem Bildbände und Kalender zu regionalen Themen sowie Belletristik. Am 1. Januar 2006 wurde das Programm des Konrad-Reich-Verlages vom Hinstorff-Verlag übernommen und als Edition Konrad Reich weitergeführt. Daneben führte er ab 1990 Buchhandlungen in Mecklenburg-Vorpommern.
Reich gab 2006 gemeinsam mit Elmar Faber in dessen Verlag Faber & Faber eine Reihe mit Klassikern der DDR-Kinderbuchliteratur heraus.
Noch 2009 initiierte Konrad Reich eine neue Literaturreihe, die „Heiligendammer Literaturtage“, die er in diesem Jahr auch moderierte.
Konrad Reich war in zweiter Ehe verheiratet, nachdem er seine erste Frau durch Krankheit verloren hatte. Seine Frau, Lydia Reich, arbeitet ebenfalls auf dem Gebiet der regionalen Literatur, unter anderem ist sie seit 2007 Herausgeberin des Kalenders Land und Meer des Hinstorff-Verlages. Konrad Reich starb 81-jährig nach einer Krebserkrankung in einem Güstrower Krankenhaus.
Elmar Faber hielt bei der Beerdigung Konrad Reichs am 22. Januar 2010 in Rostock eine bewegende Trauerrede, die Reichs Leben treffend skizzierte.

## Ausgewählte Werke
- mit Martin Pagel: Himmelsbesen über weißen Hunden. Wörter und Redensarten, Geschichten und Anekdoten. Ein Lesebuch für Halbmänner und erwachsene Leute, die sich vom Schiffsvolk und dem Seewesen deutlichere Begriffe verschaffen wollen, neu ins Gespräch gebracht und erkläret. Transpress, Berlin 1981, ISBN 3-86167-030-5.
- Ehm Welk, Stationen eines Lebens. Hinstorff, Rostock 1983.
- Das grosse plattdeutsche Bilderbuch. Hinstorff, Rostock 1986, ISBN 3-356-00038-1.
- Mecklenburg-Vorpommern: ein Porträt. (als Herausgeber), Konrad Reich, Rostock 2005, ISBN 3-86167-112-3.
- Ehm Welk, der Heide von Kummerow; die Zeit, das Leben. Hinstorff, Rostock 2008, ISBN 978-3-356-01236-1.